# Distretto di Kalančak
Il distretto di Kalančak (in ucraino Каланчацький район?) era un distretto (rajon) dell'Ucraina, situato nell'oblast' di Cherson. Il suo capoluogo era Kalančak.
È stato soppresso con la riforma amministrativa del 2020.